# Антонович Мирослав Іванович
Миросла́в Іва́нович Антоно́вич (1 березня 1917, м. Долина, нині Івано-Франківська область — 11 квітня 2006, Утрехт, Нідерланди) — український співак (баритон), хоровий диригент і музикознавець. Доктор музикознавства.

## Життєпис
Народився 1 березня 1917 року в місті Долина в Галичині. Мав чотирьох старших братів: Богдана, Адама, Євгена й Андрія. 
Початкову освіту здобув у Долинській народній школі (Українського Педагогічного товариства). Продовжив навчання у польській гімназії ім. Красінського в Долині, а згодом у філії Львівської академічної гімназії.
Вивчав музикознавство та спів у Львові та Відні. Працював оперним співаком в театрах Лінца та Лодзі. 
1948 року після Другої світової війни оселився в Нідерландах. 1950 року успішно здобув ступінь магістра музикознавства в Утрехтському університеті. 1951 року захистив докторську дисертацію на тому ж факультеті у проф. д-ра А. А. Смієрса на тему «Die Motette Benedicta es von Josquin des Prez und die Knives super Benedicta von Willaert, Palestrina, de la Hêle und de Monte». Після захисту докторської дисертації залишився на факультеті на посаді головного наукового керівника. Після смерті свого промоутера в 1957 році Мирослав Антонович перебрав у нього видання повної збірки творів Жоскена Депре.
У 1952 році навчався у Гарвардському університеті, відвідував лекції професора музики Волтера Пістона.  
З 1948 року в Центрі вивчення голландської мови в Кулемборзі було створено відділення для українських семінаристів та їхніх професорів. 1951 р. д-р Антонович заснував в Утрехті Утрехтський візантійський хор, який складався з семінаристів та нідерландців і який зосереджувався спочатку на літургійному репертуарі за слов'янсько-візантійським обрядом. Під його керуванням хор виступав у Нідерландах і за кордоном, виконуючи як літургійні, так і світські твори. Особливим був виступ 16 жовтня 1959 р. для Папи Івана XXIII. З нагоди 25-річчя хору 1976 року Антонович написав буклет про його історію. У 1991 році, через 40 років роботи з колективом, він пішов на пенсію як хормейстер.
За вагомий внесок у збагачення та популяризацію в світі української хорової музики, як духовної, так і світської, 29 листопада 1997 р. Мирославу Антоновичу було присвоєно звання Заслуженого діяча мистецтв України. 2001 року доктор Антонович був відзначений орденом «За заслуги» як художній керівник і головний диригент Утрехтського візантійського хору.
Мирослав Антонович помер 11 квітня 2006 року у Флетен-де-Меерні (Утрехт).
У 2022 році Долинська міська Рада своїм рішенням  № 1652-21/2022 запровадила «Орден імені Мирослава Антоновича» з метою відзначення громадян України та інших держав за видатні особисті заслуги перед Долинською міською територіальною громадою і українською нацією, керуючись статтями 25, 26 Закону України “Про місцеве самоврядування в Україні”.

## Творчість
Автор праць:
- «Українські співаки на Московщині в XVII ст.» (1961, Париж, українською мовою)
- «Кантати з українських ірмологіонів» (1974, Лондон)
- «Станіслав Людкевич — композитор, музиколог» (1980, Рим, українською мовою)
- «Станіслав Людкевич — композитор, музиколог» (1999, Львів)
- «Українська духовна музика».

- Мирослав Антонович. «Між двома світовими війнами». Спогади, 2 ч. Київ, 2003 ISBN 966-602-062-9